# Azelanitrilo
El azelanitrilo, nombre común del nonanodinitrilo o 1,7-dicianoheptano, es un dinitrilo de fórmula molecular C9H14N2.

## Propiedades físicas y químicas
A temperatura ambiente, el azelanitrilo es un líquido incoloro que puede tener una coloración ligeramente amarilla.
Tiene una densidad inferior a la del agua (ρ = 0,923 g/cm³),
siendo su punto de ebullición 175 °C. Su punto de fusión —valor teórico y no experimental—, puede estar comprendido entre 14 y 28 °C.
Su solubilidad en agua es de apenas 1 g por L, pues el valor del logaritmo de su coeficiente de reparto, logP = 1,38, denota una solubilidad menor en disolventes polares que en disolventes apolares.
En cuanto a su reactividad, este dinitrilo es incompatible con agentes oxidantes.

## Síntesis y usos
El azelanitrilo se puede sintetizar a partir del ácido azelaico, al que se le va añadiendo amoníaco a una temperatura de 290 - 300 °C en presencia de óxido de zinc; el rendimiento de este proceso es del 85%.
También este dinitrilo puede ser obtenido al tratar hidrocarburos halogenados —como 1,5-dicloropentano o 1,5-diiodopentano— con acetonitrilo.
A su vez, la hidrogenación parcial electroquímica del azelanitrilo a su correspondiente aminonitrilo puede llevarse a cabo utilizando una célula-H dividida con polvo de níquel Raney como material catódico.
Este dinitrilo también es precursor de la nonanodiamida, la cual se obtiene por adición de una cantidad catalítica de Amberlyst A-26 a una disolución de azelanitrilo en metanol y peróxido de hidrógeno a temperatura ambiente.
En este sentido, se ha planteado el uso de este dinitrilo en la manufactura de poliamidas elaboradas a partir del lisinol; este es un aminoalcohol derivado de la lisina, aminoácido producido a gran escala por fermentación de azúcares y otras fuentes renovables de carbono.
El azelanitrilo puede ser utilizado en la fabricación de catalizadores de fosfinil amidina que se manejan en la oligomerización de olefinas.
Otro posible uso es formando parte de compuestos —por ejemplo tetrazoles— que previenen o inhiben la corrosión en superficies que se encuentran en sistemas con agua de refrigeración.
Por otro lado, se ha sugerido la utilización de este dinitrilo en electrolitos no acuosos que forman parte de baterías secundarias de litio, empleadas en dispositivos electrónicos portátiles, teléfonos móviles y fuentes de energía en automóviles.

## Precauciones
El azelanitrilo es un compuesto combustible que tiene su punto de inflamabilidad a 110 °C. Al arder puede desprender monóxido de carbono, óxidos de nitrógeno y cianuro de hidrógeno.
Es una sustancia tóxica si se ingiere y produce irritación al entrar en contacto con piel, ojos y membranas mucosas.